# José Mario Vaz
José Mario Vaz Gómes (Calequisse, Guinea Portuguesa, 10 de diciembre de 1957) es un político de Guinea Bissau Presidente de la República desde el 23 de junio de 2014 hasta el 27 de febrero de 2020.

## Biografía
Popularmente conocido por el apodo de Jomav, sus padres fueron José Vaz y Amelia Gómes. Está casado y tiene tres hijos. Se formó como economista en la Oficina de Estudios Económicos del Banco de Portugal en 1982, en Lisboa. Miembro del Partido Africano para la Independencia de Guinea y Cabo Verde (PAIGC), Fue elegido alcalde de Bissau en 2004 cargo que ocupó hasta 2009.
Fue nombrado por el presidente Malam Bacai Sanhá como ministro de finanzas de la república en 2009. El 12 de abril de 2012 un golpe de Estado dirigido por el general Manuel Serifo Nhamadjo derrocó el gobierno provisional de Raimundo Pereira tras la muerte de Bacai Sanhá y suspendió la constitución, el gabinete y los poderes del estado fueron disueltos. Después del golpe de 2012, huyó a Portugal, pero regresó en febrero de 2013 y pasó tres días detenido. Se le acusó de estar involucrado en la desaparición de 9,1 millones de euros en ayuda donada al país por Angola, una acusación que él niega, y no queda claro si la donación nunca fue enviada.
Tras el llamado de elecciones libres en 2014 por parte del gobierno provisional, Vaz logró la nominación por su partido luego de vencer a 11 contrincantes en unas elecciones internas de marzo. La primera vuelta fue realizada el 13 de abril otorgándose la victoria a Vaz con el 41%, contra 25% de Numo Gómes, candidato oficialista. La segunda vuelta fue realizada el 16 de marzo con una victoria contundente del 62% para Vaz. Aunque Gomes impugnó los resultados, más adelante aceptaría la derrota. José Mario Vaz juró como presidente constitucional el 23 de junio de 2014.
Durante las elecciones, Mário Vaz prometió concentrarse en reducir la pobreza y aumentar la inversión en la agricultura y perdón por la participación en las clases de activos criminales que convirtieron a Guinea-Bissau en un paraíso para los traficantes de drogas.
José Mário Vaz posee la particularidad de ser, hasta ahora, el único presidente de Guinea-Bissau desde la independencia en conseguir terminar su mandato de 5 años. 
El 27 de junio de 2019, 4 días después del término de su mandato, fue sustituido por el presidente de la Asamblea Nacional Popular de Guinea-Bissau, Cipriano Cassamá, que hasta las elecciones de noviembre seguiría como presidente interino. No obstante, el 29 de junio la Comunidad Económica de Estados de África Occidental dictaminó que Vaz continuaría en el cargo hasta las nuevas elecciones.
El 29 de octubre, el presidente Vaz despidió al gobierno. Esta desestimación no fue reconocida por la CEDEAO, la cual amenazó con sanciones. El nuevo gobierno, encabezado por Faustino Imbali, tomó juramento el 31 de octubre, mientras que Vaz aseguró que la votación se llevaría a cabo a tiempo. 
La CEDEAO le dio el límite del 8 de noviembre para renunciar, mientras que el Consejo de Seguridad Nacional pidió a las fuerzas armadas que permitan la instalación del nuevo gobierno. Imbali finalmente renunció el día límite. Vaz tuvo que nombrar  nuevamente a Aristides Gomes como primer ministro.
En las elecciones presidenciales de 2019 aspiró a un segundo término, siendo derrotado y quedando en cuarto lugar. Posteriormente, anunció su retiro de la política.